# NARR8
NARR8 (от англ. narrate — рассказывать) — бесплатное кроссплатформенное приложение, представлявшее собой канал интерактивного контента (от motion-комиксов и графических новелл до исторических и научно-популярных изданий).
Контент представлялся комиксами, снабжёнными анимационными эффектами и музыкальным сопровождением, а иногда — интерактивными элементами, что по задумке должно было позволить пользователю взаимодействовать с происходящим на экране. Каждая история представляла собой сериал с рядом эпизодов.
В NARR8 были представлены сериалы различных жанров: интерактивные романы, motion-комиксы, детские сказки, научно-популярные и лайфстайл-издания.
NARR8 был доступен на четырёх языках: русском, английском, корейском и испанском. Первые два эпизода каждого сериала преоставлялись бесплатно, а послежующие можно было приобрести за виртуальную валюту NARRs, которую можно заработать за активность в приложении либо купить за реальные деньги.
NARR8 также предоставлял бесплатный редактор StoryBuilder, который позволяел пользователям самостоятельно создавать интерактивные новеллы и публиковать их в библиотеке.
Приложение NARR8 было официально запущено 14 ноября 2012 года. В первую неделю релиза платформа достигла 1 места в топе российского App Store (категория «Бесплатные приложения» и «Развлечения»). 19 февраля 2013 года в Google Play вышла версия для Android планшетов и смартфонов, а 24 июня 2013 приложение появилось в Amazon App Store. 20 августа 2013 года интерактивные сериалы NARR8 стали доступны и на iPhone. 28 августа 2013 года в Windows Store, вышла версия для Windows 8. Осенью 2013 года NARR8 стал доступен в двух крупнейших социальных сетях ВКонтакте и Facebook. Позже приложение доступно в веб-версии: https://web.archive.org/web/20131029193628/https://store.narr8.me/. В планах были версии для B&N Nook и Smart TV.
В конце 2015 пользователи получили уведомление, что приложение будет закрыто и прекращает поддержку. Позже, в феврале следующего года, приложения были отключены от серверов и удалены из App Store, Google play и Windows Market.
На данный момент веб-сайт не работает.
Окончательное состояние проекта неизвестно. Ходят слухи что компания обанкротилась.

## О компании
Компания NARR8 была основана в октябре 2011 года Александром Ващенко, ранее возглавлявшим разработку игр в IT-Territory и Astrum Online, и занимавшим должность вице-президента Mail.ru. Проект финансируется инвестиционной компанией IMI.VC, принадлежащей известному интернет-предпринимателю Игорю Мацанюку, основателю IT-Territory и Astrum Online, бывшему вице-президенту Mail.ru, основателю Академии проектов Farminers и председателю совета директоров Game Insight. В состав компании входит 3 крупных департамента (motion-комиксы, нонфикшн, интерактивные романы), разрабатывающих контент для приложения. Общее количество сотрудников составляет 200 человек. Штаб-квартира компании находится в Москве, дополнительный офис располагается в Сан-Франциско.